# Centroscyllium granulatum
El tollo granulado (Centroscyllium granulatum) es un escualiforme poco conocido y muy pequeño de la familia Etmopteridae, habita en las islas Malvinas y Chile, ha sido capturado a profundidades aproximadas de 450 m. El tollo granulado no tiene aleta anal, pero sí dos espinas dorsales, la segunda mucho más grande que la primera, un gran segunda aleta dorsal, pequeñas aletas pectorales y pélvicas, grandes ojos, orificios nasales prominentes y espiráculos. Su color es entre marrón y negro. Su longitud máxima es de 28 cm.